# Frederiksberg Kirke
Frederiksberg Kirke ligger i Frederiksberg Sogn som ligger i Frederiksberg Kommune.
Kirken er tegnet af den franske arkitekt Felix Dusart for den protestantiske menighed i Ny-Hollænderbyen og opført i perioden 1732–1734. Den blev indviet 6. januar 1734 af Sjællands biskop Christen Worm; til stede var blandt andre Christian 6. og kronprinsen, den senere Frederik 5..
Frederiksberg kirke er en ottekantet kirke med pyramidetag og spir. Taget var oprindelig dækket af tegl, men blev udskiftet med skifer i 1876.
Kirkerummet er oktogonalt og har trepulpiturer båret af otte søjler. Alteret er placeret i østlig retning. Kirkens altermaleri fremstiller natteverden og er et værk af C.W. Eckersberg. Maleriet blev ophængt i 1841.[kilde mangler]
Kirkens første orgel er fra 1754 og blev bygget af Hartvig Jochum Müller. Den første organist i kirken var Joachim Conrad Oehlenschläger, Adam Oehlenschlägers fader. Det nuværende orgel er et Marcussen-orgel fra 1947.[kilde mangler]
I tilknytning til kirken ligger Frederiksberg Ældre Kirkegård som kan dateres tilbage til 1732. Mange kendte personer ligger begravet på kirkegården, der i blandt Sigbjørn Obstfelder.

## Personale
- Præster: Søren Sievers, Michael Hemmingsen, Pia Nordin Christensen, Margrete Auken & Helle Krogh Madsen
- Kordegn: Naima Sørensen

## Betydning
Nyord Kirke er bygget som en kopi af Frederiksberg Kirke.
Sør-Fron Kirke i Norge kan ligeledes have hentet inspiration fra Frederiksberg Kirke. Haldórsvíkar Kirkja i bygden Haldórsvík i Færøerne er også bygget med Fredriksberg Kirke som forbillede. Sognepræsten for Nord Strømø præstegæld i perioden 1848-1855, Carl Vilhelm Prytz (1810-1891), lavede tegningerne til kirken, som blev indviet anden søndag i advent i 1856.

## Eksterne kilder og henvisninger
- Wikimedia Commons har flere filer relateret til Frederiksberg Kirke
- Dusart hos Weilbachs Kunstnerleksikon Arkiveret 4. marts 2016 hos  Wayback Machine
- Frederiksberg Kirke Arkiveret 4. september 2017 hos  Wayback Machine hos denstoredanske.dk
- Frederiksberg Kirke Arkiveret 1. august 2014 hos  Wayback Machine hos KortTilKirken.dk